# Trupialer
Trupialer (Icteridae) är en grupp med små till medelstora, ofta färggranna tättingar som bara förekommer i Nya världen. Svart är den vanligaste färgen i deras fjäderdräkt, ofta tillsammans med gult, orange och rött. Deras vetenskapliga namn betyder ungefär "den blekgula" (på grund av de ofta förekommande gula fjädrarna i fjäderdräkten) och härstammar från gammalgrekiskans ikteros. 

## Systematik
Familjens närmaste släktingar utgörs av skogssångare (Parulidae) samt en samling utvecklingslinjer från framför allt Västindien. Dessa har tidigare hemvist bland både skogssångare och tangaror som numera urskiljs som egna familjer:
- snårtangaror (Calyptophilidae)
- sångtangaror (Phaenicophilidae)
- spindalior (Spindalidae)
- puertoricotangaror (Nesospingidae)
- kubasångare (Teretistridae)
- zeledonior (Zeledoniidae)

Allra närmast står arten gulbröstad ikteria i den egna familjen Icteriidae som vissa inkluderar i trupialerna.
Internt kan familjen delas in i fyra underfamiljer, med följande släkten:
- Underfamilj Sturnellinae
  - Xanthocephalus – kärrtrupial
  - Dolichonyx – bobolink
  - Sturnella – 2 arter ängstrupialer
  - Leistes – 5 arter ängstrupialer
- Underfamilj Cacicinae 
  - Amblycercus – gulnäbbad kasik
  - Cassiculus – gulvingad kasik
  - Psarocolius – 9–10 arter oropendolor
  - Cacicus – 10–13 arter, inklusive Procacicus
- Icterinae
  - Icterus – 32–34 arter
- Agelaiinae
  - Nesopsar – bromeliatrupial
  - Agelaius – 5 arter rödvingetrupialer
  - Molothrus – 5–6 arter kostarar
  - Dives – 2 arter
  - Ptiloxena – violtrupial, tidigare i Dives
  - Euphagus – 2 arter
  - Quiscalus – 6 arter båtstjärtar, varav en nyligen utdöd
  - Hypopyrrhus – rödbukig trupial
  - Lampropsar – sammetstrupial
  - Gymnomystax – gyllingtrupial
  - Macroagelaius – 2 arter
  - Amblyramphus – rödhuvad trupial
  - Curaeus – sydtrupial
  - Anumara – anitrupial, tidigare i Curaeus
  - Gnorimopsar – chopitrupial
  - Agelaioides – 2 arter brunvingetrupialer
  - Oreopsar – boliviatrupial
  - Agelasticus – 3 arter
  - Chrysomus – 2 arter
  - Xanthopsar – saffranstrupial
  - Pseudoleistes – 2 arter